# Hammam Melouane
Hammam Melouane è un comune dell'Algeria, situato nella provincia di Blida.